# Erilian
Erilian je fantasy trilogie české spisovatelky Terezy Janišové. Jedná se o třígenerační román, zařaditelný k literatuře pro děti a mládež. Nepřináší příliš velká překvapení či nové myšlenky, je však hodnocen jako čtivý text, který s nadhledem a humorem nabourává známá a často používaná literární klišé.
Román se odehrává ve městě zvaném Erilian, podle něhož má trilogie svůj název. Jednotlivé díly na sebe plynule navazují. Celá série vypráví příběh jedné kouzelnické rodiny, respektive generace tří žen. První díl s podtitulem Město čarodějů vyšel v roce 2010 v nakladatelství XYZ. Hlavní hrdinkou je mladá čarodějka jménem Kiara. Druhý díl Kouzla na obzoru, který byl vydán roku 2012 opět nakladatelstvím XYZ, navrací čtenáře do stejného fantasy světa, ale v hlavní roli střídá Kiaru její dcera Zia. Ve třetím díle Střípky hvězd z roku 2014, vydaném nakladatelstvím CooBoo, je Zia nahrazena svou dcerou Fínkou. Všechny tři hlavní hrdinky mají nadání pro nějaké umění, všechny tři mají rády dobrodružství, které je většinou „dostane do pěkné šlamastyky“. 
Typické je jakési střídání historických epoch. Zatímco druhý díl nejvíce evokoval období viktoriánské Anglie, třetí díl je stylizovaný spíše do retra 20. století.

## Děj
První díl s podnázvem Město čarodějů vtáhne čtenáře do starobylého a kouzelného města zvaného Erilian. Je to město vznešených čarodějů, dávných legend a tajemství. Řídí ho Velká rada, v níž jsou jen ti nejlepší a nejváženější čarodějové. Místo v radě je tak významné, že ho někteří neváhají získat i za cenu zločinu. Důležitý je příběh mladé čarodějky Kiary Arkandely, která jako dítě přišla o rodiče. Jejím poručníkem se stal Lord Tesian, který je členem právě velké rady. Kiara má nejlepší kamarádku Jinxie, které se může se vším svěřit. Společně nastoupí na Univerzitu magických věd. Studium se jim v podstatě daří. Ale Kiara má největší problém s přetvářením pevných hmot. Ve městě se objeví tajemný cizinec Lyraz Perelian, který ji začne tajně doučovat a Kiara se do něho zamiluje. Když se to dozví Lord Tesian, namluví jí, že to Lyraz zabil její rodiče a jeho syna. Kiara je v šoku, protože si do té chvíle myslela, že její rodiče zemřeli na dračí chřipku, ale postupně odhaluje, jak to doopravdy bylo. Tesian ji donutí Lyraze zabít. Ale když Lyraz nehnutě leží, Kiara si uvědomí, že to musel být Lord Tesian. Ten po smrti jejího otce získal významné místo ve Velké radě čarodějů. Obrátí se proti němu a zabije ho. Poté se Lyraz probere a společně odejdou pryč z města.
Ve druhém díle Kouzla na obzoru je vidět kontrast mezi Kiarou, hlavní hrdinkou prvního dílu a její dcerou Ziou. Kiara už není mladou studentkou, ale předsedkyní Velké rady čarodějů Erilianu se spoustou povinností, které klade i na svou dceru. Ale mladá čarodějka se ze všech sil snaží odlišit od společnosti, v níž žije, a uniknout povinnostem a požadavkům, které se ji protiví. Jedné letní noci se rozhodne vzít svůj osud do vlastních rukou a po hádce s rodiči uteče z domova. Vydá na dobrodružnou cestu na východ plachetnicí Bílý delfín. Je odhodlaná zažít senzační prázdniny a najít inspiraci pro svoji knihu. Na cestách zažije mnoho dobrodružství, ale nakonec se vrátí zachránit své město před invazí z rozpínavého Sarveltského císařství.
Třetí díl Střípky hvězd čtenáře opět navrací do města Erilian. To se ale za poslední léta změnilo. Znepřátelené rody jsou usmířeny, nebezpečí, které ohrožovalo město je zažehnáno a zdá se, jako by si všichni žili pokojně své životy. Ulicemi města se táhnou koleje, po kterých se prohánějí tramvaje a v klubech hraje jazzová hudba. Na dávné časy a legendy se skoro zapomnělo. Nikdo nemá tušení o chystané pomstě, ani o pohromě, která se blíží. V téhle době se odehrává příběh mladé čarodějky Fínky, která se umí skvěle ohánět dýkami a hraje na housle. Protože je život v Erilianu jednotvárný, společně se svým strýcem Orianem, se rozhodne připojit, ke Hře maskovaných gentlemanů, ve které plní tajné úkoly. Např. nechá zmizet věž uprostřed náměstí, obarví profesorům šedivé vlasy na barvy duhy, nebo jednoduše přijde na kloub nějakému tajemství. I když během této hry přijde o svého milého, je odhodlána vyhrát každý úkol. Tak žije do doby, kdy nastoupí na magickou Univerzitu. Fínku začne dohánět temná minulost, podivné sny a v okamžiku, kdy se společně se třídou vydá na exkurzi do Duornisu, magického místa nacházející se na Ledovém kontinentu, vše se převrátí vzhůru nohama. Krůček po krůčku odhaluje tajemství nejen svým blízkým. Hnutí Nové generace se snaží svrhnout její babičku Kiaru, jakožto předsedkyni Rady čarodějů. Fínka musí napnout všechny své síly, aby ubránila nejen sebe a své blízké, ale i zdroj magie v celém světě. Vše se rychle otočí a příběh má dobrý konec.

## Styl

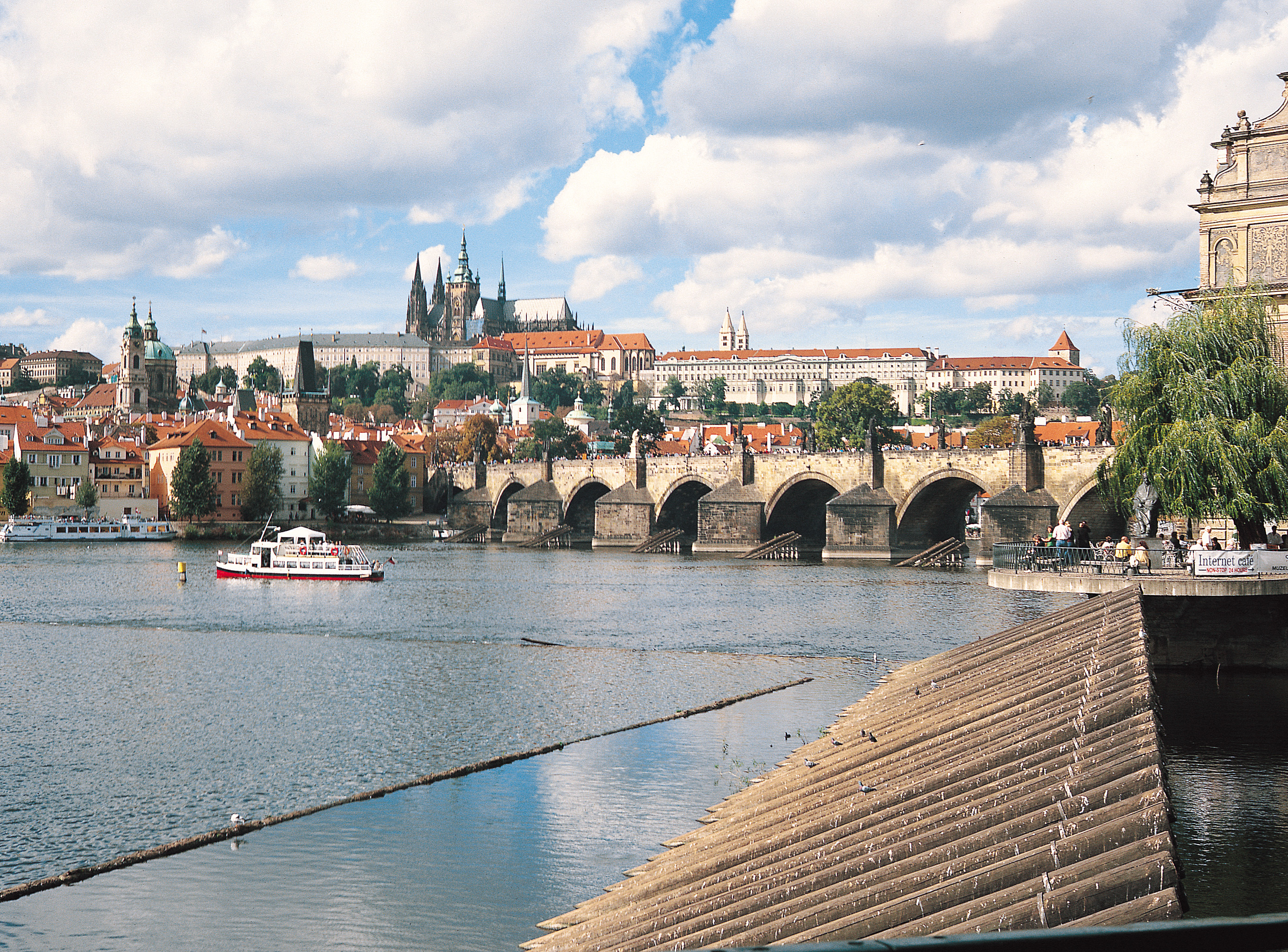
Praha, původní inspirace pro město Erilian.

Stejně jako příběh, i autorka se s knihou mění, roste a rozvíjí svůj spisovatelský um.
K napsaní prvního dílu kouzelné trilogie autorku inspiroval pohled na pražské panorama. Jak řekla v rozhovoru, připadalo ji to jako město, které postavili čarodějové. Pak jen stačilo pohled promítnou do slov a vzniklo kouzelné město Erilian. První kniha byla psána bez ambice ji publikovat. Autorka se nezaobírala ničím a nikým, psala jen to, co v tu chvíli psát chtěla a co ji bavilo, bez ohledu na potenciální čtenáře. Jejím cílem bylo napsat knihu, kterou by sama chtěla číst. První díl proto působí jako pohádka, která musí vždy skončit dobře. Druhá kniha Erilian – Kouzla na obzoru už byla ovlivněna recenzemi a čtenářskými názory na první část, které se autorce dostaly pod kůži. A u třetí knihy Erilian – Střípky hvězd se autorka zaměřila jen na to, jak příběh ukončit.
Příběhy jsou napsány v první osobě z pohledu hlavní hrdinky. Autorčiny schopnosti se v průběhu psaní zlepšovaly, což je vidět především u posledního dílu. Styl se stal „ostřílenějším“ a text se podle kritiků jeví jako propracovanější, čtivější a vtipnější, než tomu bylo u předchozích knih. Od pohádky přešla k příběhu, ve kterém lze vidět zásahy reality, krutosti a skutečnosti, že ne všichni jsou černobílí a někdy se musí udělat špatné věci pro blaho většiny.

## Srovnání jednotlivých dílů
I když se jedná o trilogii, kdy na sebe jednotlivé díly navazují, jak říká sama autorka, jednotlivé knihy by bylo možné číst v náhodném pořadí, protože každá se zabývá jiným hrdinou a jiným dobrodružstvím. Zatímco v prvním díle se řešily problémy čistě ve městě Erilian, druhá kniha se zabývá dobrodružstvím hlavní hrdinky, která odcestovala z Města čarodějů, aby poznala svět za obzorem. V posledním díle se oba tyto prvky kombinují a vytváří tak spojení dvou předešlých knih. Většina děje se odehrává podobně jako v první knize v uličkách Erilianu, v poslední čtvrtině se pak po vzoru druhého dílu přesouvá za obzor. Dějová linie není tak přímočará jako v předešlých svazcích. Pozornému čtenáři neuniknou drobné nápovědy, které ho mohou nasměrovat správným směrem. Opravdu jsou to malé střípky, po jejichž složení čtenářům najednou všechno zapadne, kam má. Náhle se propojují drobnosti, které se v minulých dílech zdály být nepodstatnými.

## Přijetí díla
Recenze tuto trilogii hodnotí poměrně kladně. Martin Stručovský ji označil za chytlavý příběh, který čtenář louská s napětím od první do poslední stránky.
Stanislav Polauf velice cení decentní a citlivé vyjádření zvláštního vztahu mezi Kiarou a tajemným Lyrazem Perelianem. Vztahu, který se v citlivé dívčí dušičce postupně mění od prvních pocitů zamilovanosti, až k probuzení ještě nenaplněného citu. Zároveň uvádí, že by v podobném příběhu očekával více magična a tajemna. Protože to, jak se bude příběh rozvíjet, jde poměrně lehce odhadnout. Velkou měrou se na tom podílí prolog, ve kterém autorka odhalila možná až zbytečně mnoho.
Anna Hronová ve své diplomové práci zaměřené na mladé autory v české fantazy literatuře došla k závěru, že nedospělý nebo mladý věk autorů se do děl přes všechny rozdíly promítá. Tento závěr podpořilo i zevrubné srovnání s dílem Erilian, které vykazuje znaky mladého věku. Autorka věnuje vlastní přímost vyprávění a soustředění se na zápletky, a tedy rozpracování prvků díla jednotlivě, ne jako komplexní celek. Podobně je tomu i v díle Kameny osudu Flavie Bujorové, nebo v díle Christophera Paoliniho, zejména v jeho románu Eragon, prvním díle Odkazu Dračích jezdců.
Podle mnohých kritiků lze předpokládat, že největší čtenářský ohlas této trilogie nalezneme mezi nedospělými čtenáři.
To potvrdilo i dotazníkové šetření Radka Hybšmana z roku 2018, kdy graf odpovědí dívek 6. ročníku potvrdil, že v poslední době nejčastěji četly fantasy literaturu, např. sérii Harry Potter nebo první díl trilogie Erilian.
Trilogie může působit jako pouhý „odvar“ z Harryho Pottera a často dochází ke srovnávání obou textů. Vlastní vyprávění začíná nástupem hrdinky do nové školy, pokračuje přes oba semestry a končí ve chvíli odjezdu na prázdniny. K tomu lze přičíst nezbytnou galeriu profesorů, jakož i stejně nezbytné neúspěchy v některých předmětech a nečekané úspěchy v jiných, podobně jako v knize J. K. Rowlingové. To vše je však pouze kulisa, aby příběh měl být kam zasazen, přičemž jako důležitější se jeví samotné osudy hlavních hrdinek, které čtenáře dokážou vtáhnout do děje.

## Ilustrace
Celou trilogii ilustroval výtvarník Petr Vyoral. Ke každému dílu také vznikla série fotografií, které zobrazují hlavní postavy příběhu. Fotografie k prvnímu dílu nafotila fotografka Hana Kalvachová a autorem fotografií následujících dvou dílů je fotograf David Špidlen.

## Audiokniha
Audionahrávka románu byla namluvena Hanou Drnovskou v rámci vydavatelství Čti mi roku 2021.